# Херсон
Вижте пояснителната страница за други значения на Херсон.
Херсо́н (на украински: Херсон) е град в южна Украйна, административен център на Херсонска област. Населението на града към 1 януари 2022 г. е 279 131 души. От 2 март 2022 година до 11 ноември 2022 година е под контрола на Руската федерация, вследствие от Руската инвазия в Украйна. Президентът на Украйна Володимир Зеленски посети освободения Херсон, разговаря с украински войници и благодари на западните партньори за тяхната подкрепа и помощ.

## География
Градът е разположен на висок и равен бряг на река Днепър, в близост до Днепровския лиман, където реката се влива в Черно море. Това му разположение го прави морско и голямо речно пристанище на р. Днепър. Градът е важен транспортен център както за корабоплаването, така и за железопътния транспорт.
Херсон е естествен административен, промишлен и културен център на Херсонска област. Само градската част без малките селища в административния район има население от около 350,7 хил. души (2008). По данни за 2008 г. градската агломерация на Херсон е с около 425,3 хил. жители и е сред най-значимите в тази част на Украйна. Херсон има град спътник Олешки. В нейния състав влизат още селищата Голая Пристан, Антоновка, Степановка, Камишани, Зеленовка, Надднепрянское, Чернобаевка, Белозьорка.

## История
През 1737 г. във време на Руско-турската война (1735 – 1739) на мястото на днешния Херсон руските войски издигат укрепление, което наричат Александър Шанц. Постепенно значението на укреплението нараства и на 18 юни 1778 г. императрица Екатерина II подписва указ за основаване на крепост и корабостроителница, а на 19 октомври 1778 г. вече са поставени основите на крепостта и корабостроителницата на новия град, наречен Херсон в чест на древния Херсонес (наричан и само Херсон), като извор на християнство за старите руси. Основател на града е Григорий Потьомкин – фаворитът на императрица Екатерина II. През 1803-1920 година е център на Херсонска губерния на Руската империя.
От 2 март 2022 година до 11 ноември 2022 година е под контрола на Руската федерация, вследствие от Руската инвазия в Украйна.

## Население

### Етнически състав
Численост и дял на етническите групи според преброяването на населението през 2001 г. (над 300 души):
| Етническа група              | Численост | Дял (в %) |
| Общо                         | 324 424   | 100,00    |
| Украинци                     | 245 597   | 75,70     |
| Руснаци                      | 67 129    | 20,69     |
| Беларуси                     | 2 606     | 0,80      |
| Евреи                        | 1 467     | 0,45      |
| Арменци                      | 1 086     | 0,33      |
| Молдовани                    | 578       | 0,17      |
| Поляци                       | 483       | 0,14      |
| Азербайджанци                | 453       | 0,13      |
| Татари                       | 388       | 0,11      |
| Българи                      | 372       | 0,11      |
| Германци                     | 361       | 0,11      |
| Други и не самоопределили се | 3 904     | 1,20      |

### Езици
Численост и дял на населението по роден език, според преброяването на населението през 2001 г.:
| Роден език             | Численост | Дял (в %) |
| Общо                   | 324 424   | 100,00    |
| Украински              | 173 102   | 53,35     |
| Руски                  | 147 091   | 45,33     |
| Арменски               | 536       | 0,16      |
| Беларуски              | 421       | 0,12      |
| Молдовски              | 162       | 0,04      |
| Цигански               | 154       | 0,04      |
| Български              | 77        | 0,02      |
| Други или неопределени | 2 881     | 0,88      |

## Международни връзки
Побратимени градове
- Жешув, Полша
- Залаегерсег, Унгария
- Зонгулдак, Турция
- Кент, САЩ
- Осло, Норвегия
- Сент Етен дьо Рувре, Франция[5]
- Трабзон, Турция
- Шумен, България

В чест на Херсон в Шумен е наименуван квартал на негово име.
Градове партньори
- Калининград, Русия
- Кишинев, Молдова
- Си Пин, Китай
- Сургут, Русия
- Тираспол, Приднестровие, Молдова
- Тусон, САЩ
- Фрийтаун, Сиера Леоне

## Личности
Родени в Херсон
- Моше Шарет (1894 – 1965) – израелски политик, министър-председател на Израел (1953 – 1955)
- Сергей Станишев (р. 1966) – български политик, министър-председател на България (2005 – 2009)
- Лариса Латинина (р. 1934) – съветска гимнастичка, деветкратна олимпийска шампионка